# Matysová
Matysová est un village de Slovaquie situé dans la région de Prešov.

## Histoire
Première mention écrite du village en 1408.

## Démographie

### Évolution de la population
| Année:               | 1994. | 2004.    | 2014.   | 2024.    |
| -------------------- | ----- | -------- | ------- | -------- |
| Nombre de personnes: | 112   | 78       | 76      | 55       |
| Différence:          |       | -30,35 % | -2,56 % | -27,63 % |

| Année:               | 2023. | 2024.   |
| -------------------- | ----- | ------- |
| Nombre de personnes: | 56    | 55      |
| Différence:          |       | -1,78 % |